# Todos se van
Todos se van es una película colombiana dirigida por Sergio Cabrera y producida por Jimeno Acevedo Asociados, Dramax, A 4 Manos, E-nnova y Silvia Jardim. Fue estrenada en 2015.

## Sinopsis
La película está basada en una novela autobiográfica de la escritora cubana Wendy Guerra titulada con el mismo nombre, que ha sido traducida a cinco idiomas. Nieve, una niña cubana de 8 años, se ve involucrada en la lucha de sus padres por obtener su custodia. Eva, la madre de Nieve, es una artista que cree en la revolución sin censuras ni autoritarismo, y se ha vuelto a casar con Dan, un sueco que trabaja en la construcción de una planta nuclear; mientras Manuel, el padre, es un dramaturgo que se sacrifica para escribir teatro panfletario en una zona remota del país. Esta historia es un canto a la libertad y una confrontación a la autoridad que se desarrolla en los años 80, en medio de una de las peores crisis económicas de Cuba.

## Ficha Técnica
- Director: Sergio Cabrera
- Director Fotografía:  Jovanny Puertas
- Guion: Laura Martel, Ramón Jimeno y Sergio Cabrera. Basado en el libro homónimo de Wendy Guerra.
- Productores: Jimeno Acevedo & Asociados, Dramax, Amigos del Cine, A 4 Manos, E-nnova y Silvia Jardim.
- Reparto: Rachel Mojena, Yoima Valdés, Abel Rodríguez, Scott Cleverdon, Mateo Giraldo, Indhira Serrano, Félix Antequera, Caleb Casas, Carlos Ever Fonseca, Martina Toro, Tahimi Veloz, María Teresa Carrasco, Dunia Matos, Glenmy René Rodríguez, Alison García, Bárbaro Marín, Daniela Tapia y Ulises González.

- Datos: Q16640678